# Bennet (azienda)
Bennet è un'azienda italiana nata nel 1965 a Legnano (MI) operante nel mercato degli ipermercati e dei centri commerciali.

## Storia
L'azienda fu fondata dai fratelli Ratti, Enzo e Sergio, commercianti titolari di un negozio di alimentari nel centro di Como che progressivamente allargò sul modello degli store americani. Nel 1964 viene rilevato un grande magazzino con supermercato a Legnano (MI), che nel 1965 diventerà il primo negozio a marchio Bennet, rimasto aperto fino al 2024. Successivamente inizia ad espandersi in gran parte della regione Lombardia con maggior concentrazione nella Provincia di Como con le insegne Bennet market, iper Bennet e Roll Market. La sua espansione è proseguita verso il Piemonte (1984), l'Emilia-Romagna (1997), il Veneto (2002), il Friuli-Venezia Giulia (2003) e la Liguria (2004).
Ha sede legale a Montano Lucino in provincia di Como, in via Enzo Ratti (strada che il comune di Montano Lucino ha dedicato al fondatore del gruppo, deceduto nel 1998).
Nel 2019 annuncia l'entrata nel consorzio VéGé e alla fine dell'anno acquisisce il centro commerciale “Girandola” di Bagnolo Cremasco (CR) insieme all’annesso ipermercato. Nel 2020 in seguito alla vendita delle attività italiane di Auchan a Conad, rileva da quest'ultima i negozi di Antegnate (BG), Cesano Boscone (MI), Codogno (LO), Concesio, Mazzano (BS), Milano-viale Monza, Milano-viale Corsica, Nerviano e Monza.

## Punti vendita

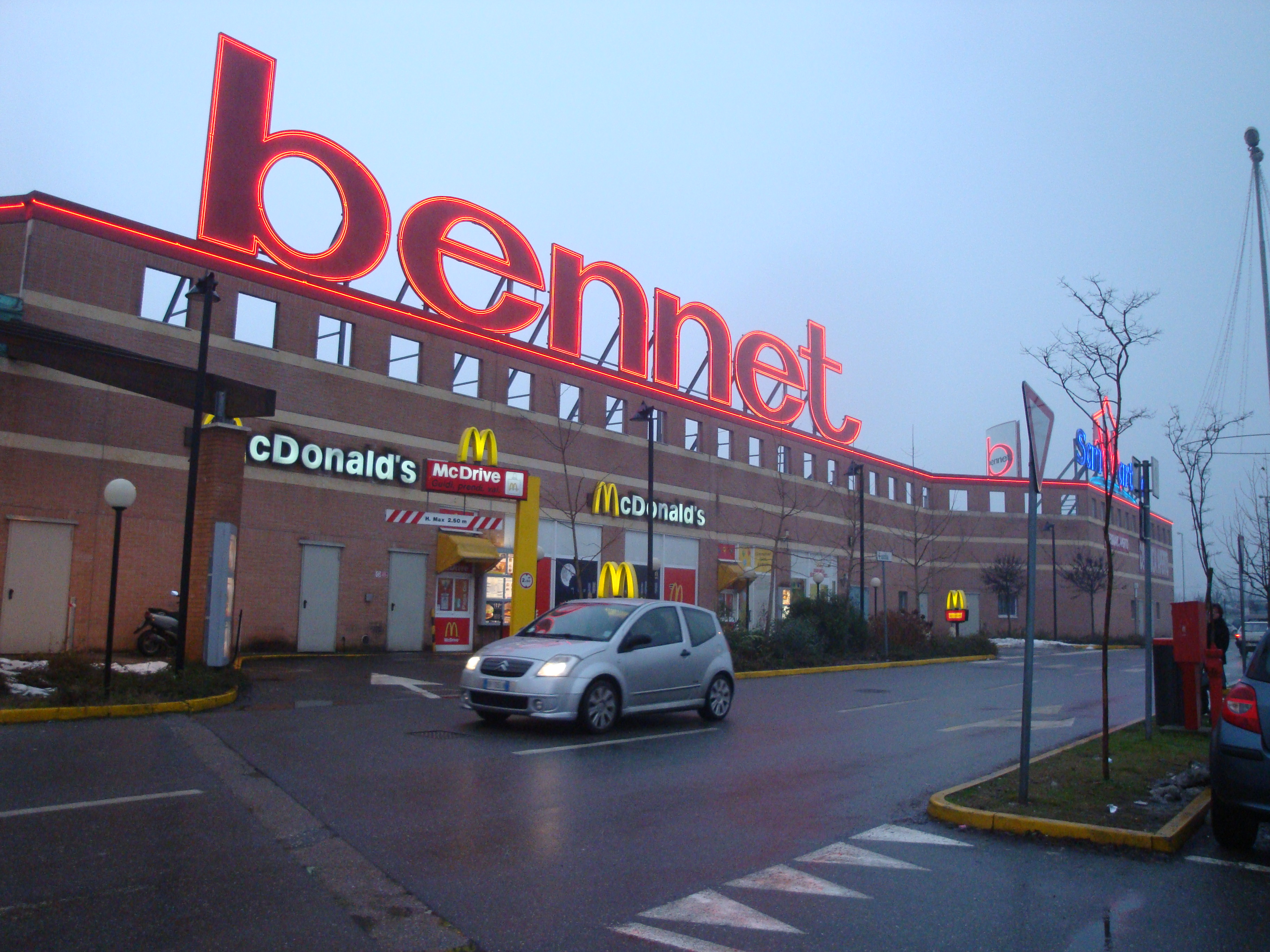
Il Bennet di San Martino Siccomario (PV)

Bennet è presente in Italia con 51 ipermercati e superstore situati in Piemonte, Lombardia e Liguria e 52 centri commerciali di proprietà ad insegna "Gallerie Bennet" in Piemonte, Lombardia, Emilia-Romagna, Veneto e Friuli Venezia Giulia. In queste ultime due regioni di nord est gli iper sono però gestiti da catene locali e anche in Emilia-Romagna  dal 2024 gli iper sono gestiti da Conad.
Questo è il dettaglio della presenza di Bennet:
| Regione   | Numero di ipermercati | Province coperte                       |
| --------- | --------------------- | -------------------------------------- |
| Liguria   | 1                     | IM                                     |
| Lombardia | 28                    | BG, BS, CO, CR, LC, LO, MB, MI, PV, VA |
| Piemonte  | 22                    | AL, BI, CN, NO, TO, VC                 |

Da luglio 2024 l'insegna Bennet non è più presente in Emilia-Romagna dopo le cessioni progressive dei negozi di Cento (FE), Comacchio (FE) e Forlimpopoli (FC) passati a insegna Conad insieme a quello di Castelvetro Piacentino (PC) a insegna Rossetto.
I centri commerciali, pur cambiando insegna dell'ipermercato continueranno a mantenere l'insegna "Gallerie Commerciali Bennet".

## Vertenze
Nel 2006 il Giudice del lavoro del Tribunale di Como, Beniamino Fargnoli ha accolto un ricorso presentato dalla Filcams CGIL di Como per comportamento antisindacale nei confronti della catena di supermercati Bennet. Il giudice ha riconosciuto la violazione dell'articolo 9 della Legge 125 del 1991.